# شاكيل أفريدي
شاكيل أفريدي، طبيب باكستاني عمل جاسوساً لوكالة المخابرات المركزية الأميركية، وكان الدليل الذي قاد القوات الخاصة الأميركية إلى مقر اختباء زعيم تنظيم القاعدة، أسامة بن لادن، مطلع مايو/ أيار 2011. واعترفت وكالة الاستخبارات المركزية الأميركية بأنها استعانت بأفريدي في إدارة حملة تحصين ضد مرض التهاب الكبد وشلل الأطفال على سبيل الخداع، أملا في فحص حمض بن لادن النووي للتأكد من وجود زعيم القاعدة في مدينة أبت آباد التي ظل مختبئا بها طوال ست سنوات. تلقى أفريدي نحو 61 ألف دولار نظير عملية أبوت آباد، إضافة إلى مبالغ أخرى كبيرة لعمله في حملات تحصين سابقة ضد التهاب الكبد الوبائي في مناطق أخرى.

## نشأته وحياته
ولد في عام 1962 م وعاش شاكيل في منطقة خيبر بشمال غرب باكستان التي تتمتع بحكم شبه ذاتي، والتي خضع أثناءها للسلطة القضائية المخولة للمسؤولين الإداريين في تلك المناطق القبلية.

## التعاون مع الأستخبارات الأمريكية
ذكر أفريدي بأن بداية تعامله مع الاستخبارات الأمريكية كان في مأدبة غداء في إحدى ضواحي إسلام آباد الراقية مع أحد المسؤولين بمنظمة «أنقذوا الأطفال» عام 2008، حيث اجتمع لأول مرة مع امرأة تُدعى كيت اتضح فيما بعد أنها المشرفة الأولى عنه في العملية الاستخباراتية. وتعين على الطبيب في نهاية الأمر التعامل مع ثلاثة مشرفين آخرين، هم رجل اسمه طوني وامرأتان هما سارة وسو. أعطى المشرفون أفريدي حاسوبا محمولا وهاتف مرتبط بالأقمار الصناعية، وذلك قبل توجهه إلى أبت آباد لأداء مهمته.
واستعان الطبيب في مهمته بعاملات صحة من أجل تسهيل دخوله إلى أحد «المنازل الهامة» في إحدى الضواحي رفض سكانه التعاون مع حملة التحصين.
وتبين فيما بعد أن الفيلا المكونة من ثلاثة طوابق ما هي إلا مخبأ أسامة بن لادن، 
وكان من المخطط مقارنة عينات D.N.A الأطفال المحصول عليها مع D.N.A أخت بن لادن التي توفيت عام 2010 في بوستن الأمريكية لكي تتم معرفة مكان اختباءه.
لكن المسؤولين الأميركيين زعموا أن أفريدي لم ينجح قط في جمع عينات الحمض النووي من قاطني المجمع السكني. وكشف الطبيب انه كان يلتقي المشرفين عليه أيام السبت في العاصمة إسلام آباد في إطار عملية تحديد مكان وجود بن لادن، حيث كانوا ينقلونه بالسيارة من محطات وقود بعينها، حيث يستلقي في المقعد الخلفي مختبئا تحت بطانية ليأخذوه إلى حيث يستقون منه المعلومات.وذكر انه التقى 25 مرة بعملاء المخابرات الأمريكية.
وقد أكد ليون بانيتا وزير الدفاع الأمريكي في يناير 2012 أن إفريدي كان يتعاون مع الاستخبارات المركزية الأمريكية، مشيرا إلى أن نشاط افريدي لم يشكل خطرا على أمن باكستان.

## محاكمته
تم إلقاء القبض على إفريدي في مايو/ ايار عام 2011 على إثر تصفية بن لادن على أيدي القوات الخاصة الأمريكية. وأفادت بعض وسائل الإعلام أن الاستخبارات الباكستانية اعتقلته عندما حاول الهروب من البلاد. ولا ينفي الطبيب محاولته للهروب. وأكدت المحكمة الباكستانية في مايو/ أيار الماضي ذنبه وأدانته بممارسة النشاط المناهض للدولة وأصدرت بحقه حكما بالسجن لمدة 33 سنة.

## ردود الفعل الدولية

### الولايات المتحدة الأمريكية
اثار الحكم الذي صدر على أفريدي قد أثار غضب الولايات المتحدة حيث رغم اعترافها بأنه جاسوس ولكنها نظرت اليه كبطل، 
ونتيجة لسجنه قررت الحكومة والكونغرس الأمريكي حجب مساعدات قيمتها 33 مليون دولار عن باكستان ردا على ذلك، بما يعادل مليون دولار عن كل سنه 
ولا يزال أفريدي محتجزا في السجن.